# Schizotetranychus denmarki
Schizotetranychus denmarki är en spindeldjursart som beskrevs av Baker och James P. Tuttle 1994. Schizotetranychus denmarki ingår i släktet Schizotetranychus och familjen Tetranychidae. Inga underarter finns listade i Catalogue of Life.